# Ennepe-Ruhr-Kreis
Der Ennepe-Ruhr-Kreis ist ein Kreis im nordrhein-westfälischen Landesteil Westfalen mit Sitz in Schwelm. Er gehört zum Regierungsbezirk Arnsberg und umfasst neun Städte mit insgesamt rund 324.000 Einwohnern. Der Kreis ist Mitglied im Regionalverband Ruhr (RVR) und dem Landschaftsverband Westfalen-Lippe (LWL). Die südöstlichen Gebiete werden teilweise bereits dem Sauerland zugerechnet.
Als Teil des Ruhrgebiets und der Metropolregion Rhein-Ruhr gehört der Ennepe-Ruhr-Kreis zudem zu einem Verdichtungsraum mit über zehn Millionen Einwohnern. Der Kreis existiert in seiner heutigen Form seit 1929, im Zuge der kommunalen Gebietsreform von 1975 kam es zu kleineren Änderungen am Kreisgebiet. Einwohnerstärkster Ort ist mit rund 95.000 Einwohnern die Stadt Witten, die wenigsten Einwohner hat mit rund 8.900 die Stadt Breckerfeld.

## Geografie

### Räumliche Lage
Naturräumlich zählt fast das gesamte Kreisgebiet zum hügeligen bis mittelgebirgigen Süderbergland, einem Teil des Rheinischen Schiefergebirges. Lediglich im Norden gehören einige Gebiete von Witten zur Westfälischen Bucht, einem Teil der norddeutschen Tiefebene. Die höchste Erhebung des Ennepe-Ruhr-Kreises ist der 441 m ü. NN hohe Wengeberg in Breckerfeld. Die tiefste Stelle liegt mit etwa 60 m ü. NN an der Ruhr in Hattingen. Somit gibt es im Kreisgebiet einen Höhenunterschied von 381 Metern. Die Landschaft und die Siedlungsstrukturen sind entsprechend vielfältig.
Kultur- und wirtschaftsgeografisch liegt der Kreis an der Nahtstelle der Regionen Ruhrgebiet (im Norden), Sauerland (im Südosten) und Bergisches Land (im Südwesten). Vor allem wegen seiner Mitgliedschaft im Regionalverband Ruhr (früher Siedlungsverband Ruhrkohlenbezirk bzw. Kommunalverband Ruhrgebiet) und verstärkt seit Eingliederung der Ruhrstadt Witten 1975 wird er heute – als Gesamtheit betrachtet – meist zum Ruhrgebiet gerechnet. Darüber hinaus wird der Kreis, in manchen Zusammenhängen auch nur Teile des Kreises, zur Region Südwestfalen gezählt, was auf die historische Zugehörigkeit zum Land Westfalen verweist.

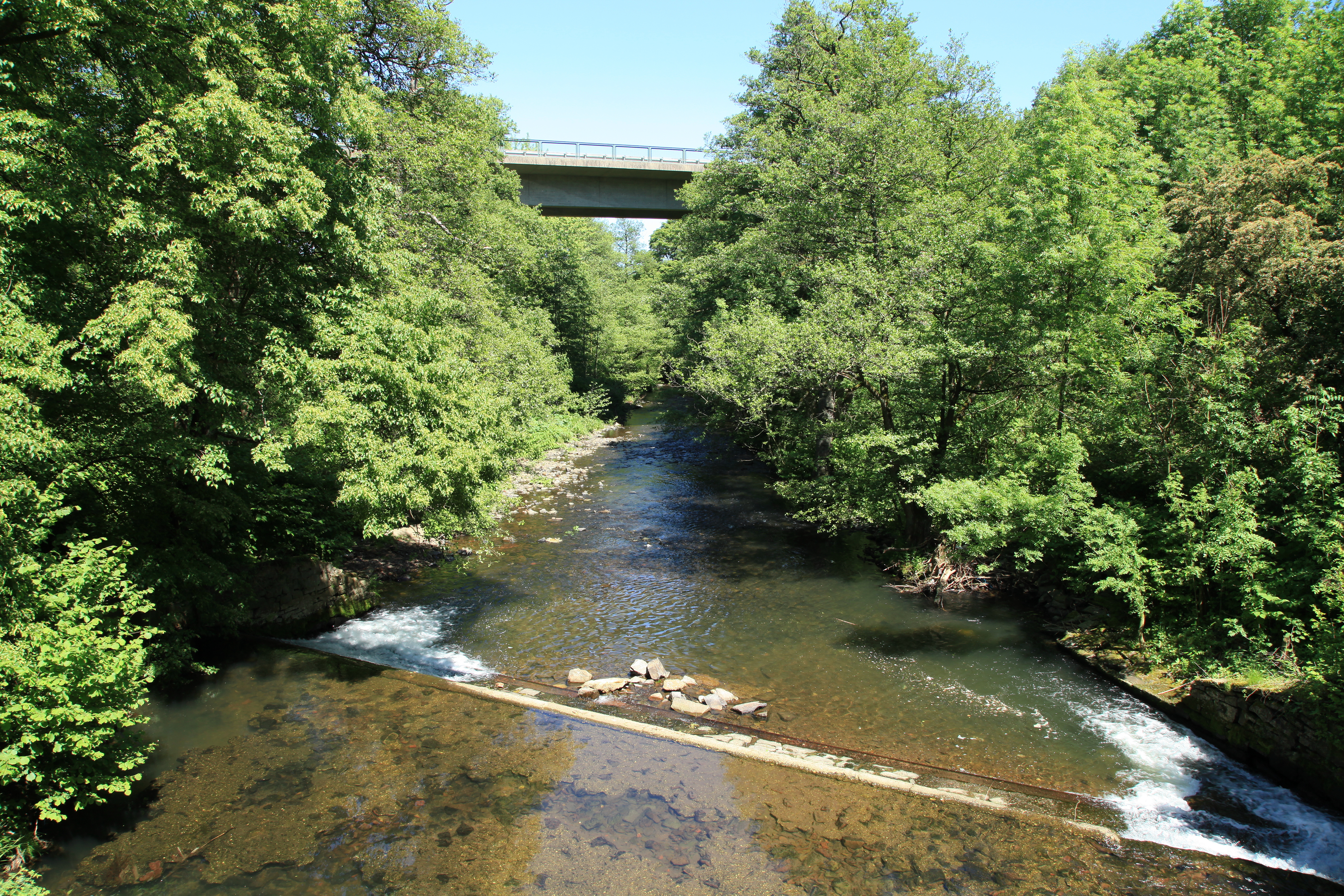
Die Ennepe in Gevelsberg
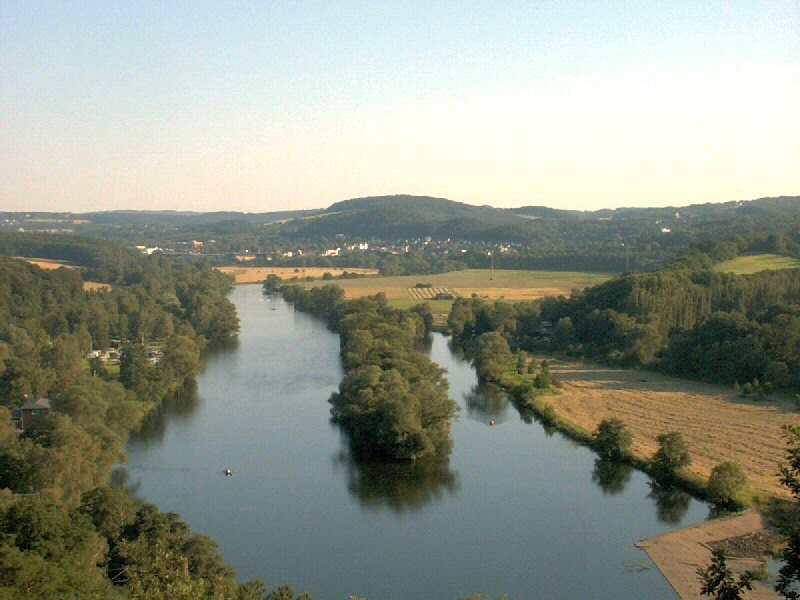
Die Ruhr in Witten
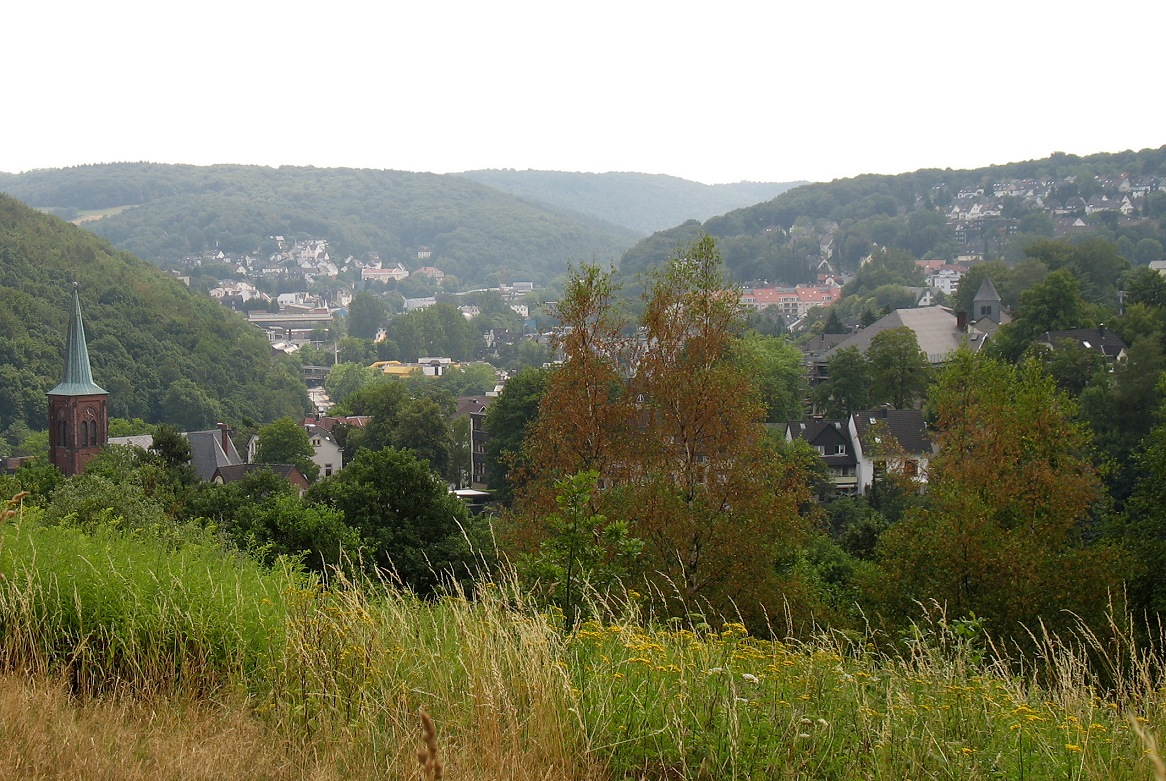
Wald- und hügelreiche Gegend in Ennepetal

### Kreisangehörige Städte
Der Ennepe-Ruhr-Kreis setzt sich aus neun Gemeinden zusammen, die alle den Titel Stadt führen. Die Stadt Witten gilt dabei als Große kreisangehörige Stadt, da ihre Einwohnerzahl über 60.000 liegt. Von den anderen acht sind sieben mittlere kreisangehörige Städte, da ihre Einwohnerzahlen zwischen 20.000 und 50.000 liegen. Die alte Hansestadt Breckerfeld, mit einer geringeren Einwohnerzahl, hat Stadtrechte seit 1396.
| Name          | Einwohner | Fläche     | Einw./km² | Status                         | AGS        |
| ------------- | --------- | ---------- | --------- | ------------------------------ | ---------- |
| Breckerfeld   | 00.8.857  | 059.09 km² | 0150      | kreisangehörige Stadt          | 05 954 004 |
| Ennepetal     | 029.534   | 057.77 km² | 0511      | mittlere kreisangehörige Stadt | 05 954 008 |
| Gevelsberg    | 030.034   | 026.34 km² | 1140      | mittlere kreisangehörige Stadt | 05 954 012 |
| Hattingen     | 053.007   | 071.66 km² | 0740      | mittlere kreisangehörige Stadt | 05 954 016 |
| Herdecke      | 022.941   | 022.39 km² | 1025      | mittlere kreisangehörige Stadt | 05 954 020 |
| Schwelm       | 028.046   | 020.50 km² | 1368      | mittlere kreisangehörige Stadt | 05 954 024 |
| Sprockhövel   | 024.311   | 047.94 km² | 0507      | mittlere kreisangehörige Stadt | 05 954 028 |
| Wetter (Ruhr) | 026.302   | 031.55 km² | 0834      | mittlere kreisangehörige Stadt | 05 954 032 |
| Witten        | 092.037   | 072.40 km² | 1271      | große kreisangehörige Stadt    | 05 954 036 |
|               | 315.069   | 409.64 km² | 0769      | Ennepe-Ruhr-Kreis              | 05 954     |

(Einwohnerzahlen vom 31. Dezember 2023)

### Nachbarkreise und -städte
Der Ennepe-Ruhr-Kreis grenzt, im Norden beginnend im Uhrzeigersinn, an die kreisfreien Städte Bochum, Dortmund und Hagen, an den Märkischen (mit den Städten Schalksmühle und Halver) und den Oberbergischen Kreis (mit der Stadt Radevormwald), an die kreisfreie Stadt Wuppertal, an den Kreis Mettmann (mit der Stadt Velbert) sowie an die kreisfreie Stadt Essen.
| Essen          | Bochum                                      | Dortmund         |
| Kreis Mettmann | Kompassrose, die auf Nachbargemeinden zeigt | Hagen            |
| Wuppertal      | Oberbergischer Kreis                        | Märkischer Kreis |

## Geschichte

### Geschichte vor der Kreisgründung

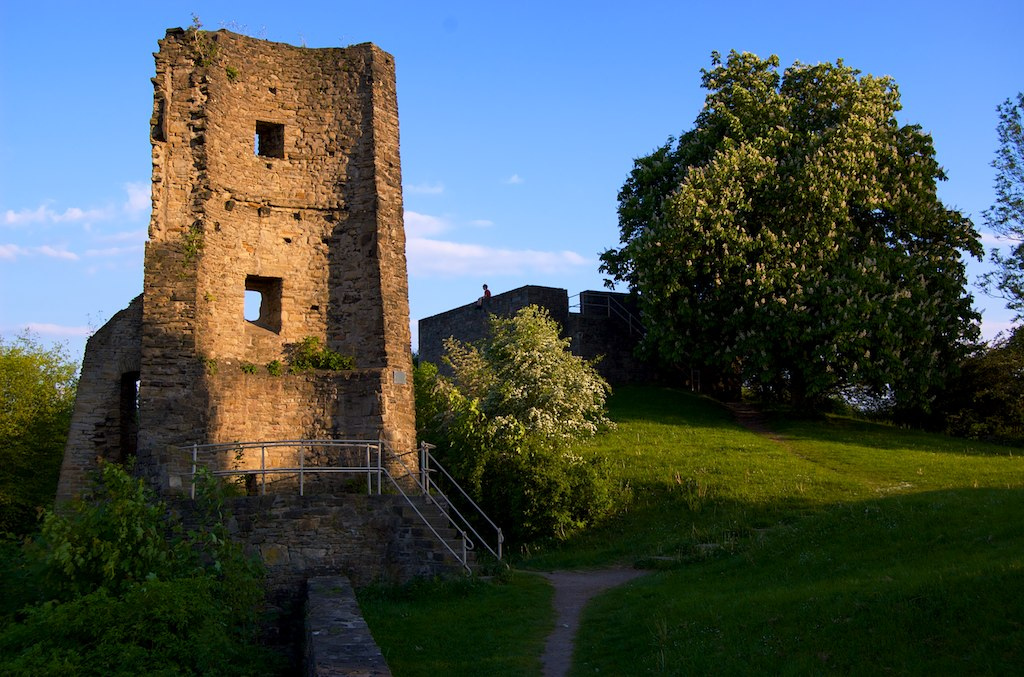
Ruine der Burg Volmarstein, ehemals Stammsitz der Herren von Volmestein

Derjenige Gebietsteil des heutigen Ennepe-Ruhr-Kreises, der bis 1225 dem Grafen von Isenberg unterstand, ging am 1. Mai 1243 mit dem Vertrag von Essen an die Grafschaft Mark über. Der größere Teil des Kreises kam erst 1324 mit der Vertreibung der Herren von Volmarstein an die Grafschaft Mark.
1609 erbte der Kurfürst von Brandenburg die Grafschaft Mark, die er bis 1614 gemeinsam mit einem Miterben und nach 1614 mit Abschluss des Jülich-Klevischen Erbfolgekriegs im Vertrag von Xanten allein regierte.
Während der französischen Besatzung von 1807 bis 1813 lag das heutige Kreisgebiet fast vollständig im Arrondissement Hagen. Seit 1816 gehörte es wieder zu Preußen und zur Provinz Westfalen.

### Kreisgründung
Der Ennepe-Ruhr-Kreis entstand am 1. August 1929 – zur Zeit der Weimarer Republik wenige Wochen vor Beginn der Weltwirtschaftskrise – auf Grund des Gesetzes über die kommunale Neugliederung des rheinisch-westfälischen Industriegebiets. Durch dieses Gesetz wurde der Kreis Schwelm mit den Gemeinden des Kreises Hattingen und des Landkreises Hagen, die nicht in die Städte Bochum, Hagen und Witten eingemeindet wurden, vereinigt. Der Kreis bestand anfänglich aus fünf amtsfreien Städten sowie zehn Ämtern mit 31 Gemeinden:
| Verwaltungsgliederung 1929 | Verwaltungsgliederung 1929                                                                  |
| Amt                        | Gemeinden                                                                                   |
| -------------------------- | ------------------------------------------------------------------------------------------- |
| Blankenstein               | Blankenstein, Buchholz, Holthausen und Welper                                               |
| Breckerfeld                | Breckerfeld, Dahl und Waldbauer                                                             |
| Haßlinghausen              | Gennebreck, Haßlinghausen, Hiddinghausen I und Linderhausen                                 |
| Hattingen                  | Altendorf, Bredenscheid-Stüter, Niederelfringhausen, Oberelfringhausen, Oberstüter und Winz |
| Herbede                    | Herbede                                                                                     |
| Milspe                     | Milspe                                                                                      |
| Sprockhövel                | Hiddinghausen II, Niedersprockhövel und Obersprockhövel                                     |
| Voerde                     | Voerde                                                                                      |
| Volmarstein                | Asbeck, Berge, Esborn, Grundschöttel, Silschede, Volmarstein und Wengern                    |
| Ende                       | Ende                                                                                        |
| amtsfrei                   | Gevelsberg, Hattingen, Herdecke, Schwelm und Wetter                                         |

In der Folgezeit kam es zu folgenden Änderungen in der Verwaltungsstruktur des Kreises:
- Das Amt Herbede wurde 1934 aufgehoben.[9]
- Die beiden Ämter Milspe und Voerde wurden 1937 zum Amt Milspe-Voerde zusammengeschlossen.[10]
- Im selben Jahr wurden Hiddinghausen I und Hiddinghausen II zur Gemeinde Hiddinghausen zusammengeschlossen. Hiddinghausen wurde dem Amt Haßlinghausen zugeordnet.[11]
- Gleichzeitig wurde das Amt Sprockhövel aufgelöst. Niedersprockhövel und Obersprockhövel kamen zum Amt Blankenstein.[12]
- 1939 wurde die Gemeinde Ende in die Stadt Herdecke eingemeindet.[13]
- Im selben Jahr wurde Grundschöttel nach Volmarstein eingemeindet.[14]
- Am 1. April 1949 schlossen sich Milspe und Voerde zur amtsfreien Stadt Ennepetal zusammen.
- 1951 erhielt die Gemeinde Herbede das Stadtrecht und wurde amtsfrei.
- Niedersprockhövel und Obersprockhövel schlossen sich 1960 zur Gemeinde Sprockhövel zusammen.
- 1966 wurden Buchholz, Holthausen und Welper nach Blankenstein eingemeindet.

Damit bestand der Kreis im Jahre 1969 aus sieben amtsfreien Städten sowie fünf Ämtern mit 21 Gemeinden.

### Kommunale Neugliederung 1970 und 1975
Am 1. Januar 1970 kam es durch das Gesetz zur Neugliederung des Ennepe-Ruhr-Kreises im Rahmen der kommunalen Neugliederung in Nordrhein-Westfalen zu zahlreichen Eingemeindungen:
- Blankenstein, Bredenscheid-Stüter, Niederelfringhausen, Oberelfringhausen, Oberstüter und Winz wurden in die Stadt Hattingen eingemeindet.
- Esborn, Volmarstein und Wengern wurden in die Stadt Wetter eingemeindet.
- Haßlinghausen, Hiddinghausen und Gennebreck wurden nach Sprockhövel eingemeindet. Sprockhövel erhielt das Stadtrecht.
- Linderhausen wurde in die Stadt Schwelm eingemeindet.
- Asbeck, Berge und Silschede wurden größtenteils in die Stadt Gevelsberg eingemeindet.
- Dahl wurde nach Breckerfeld eingemeindet.
- Altendorf wurde in die kreisfreie Stadt Essen eingemeindet und heißt seitdem Burgaltendorf.
- Waldbauer wurde in die kreisfreie Stadt Hagen eingemeindet.

Gleichzeitig wurden alle Ämter aufgelöst. Durch ein Urteil des Verfassungsgerichtshofes in Münster wurde die Eingemeindung von Waldbauer in die Stadt Hagen am 18. Dezember 1970 rückgängig gemacht.
Am 1. Januar 1975 kam es im Rahmen des Ruhrgebiet-Gesetzes und des Sauerland/Paderborn-Gesetzes zu den bislang letzten Gebietsänderungen:
- Herbede wurde in die bis dahin kreisfreie Stadt Witten eingegliedert.[8]
- Witten wurde in den Ennepe-Ruhr-Kreis eingegliedert.
- Waldbauer wurde nach Breckerfeld eingemeindet.
- Das 1970 nach Breckerfeld eingemeindete Dahl wurde in die kreisfreie Stadt Hagen umgemeindet.

### Einwohnerstatistik

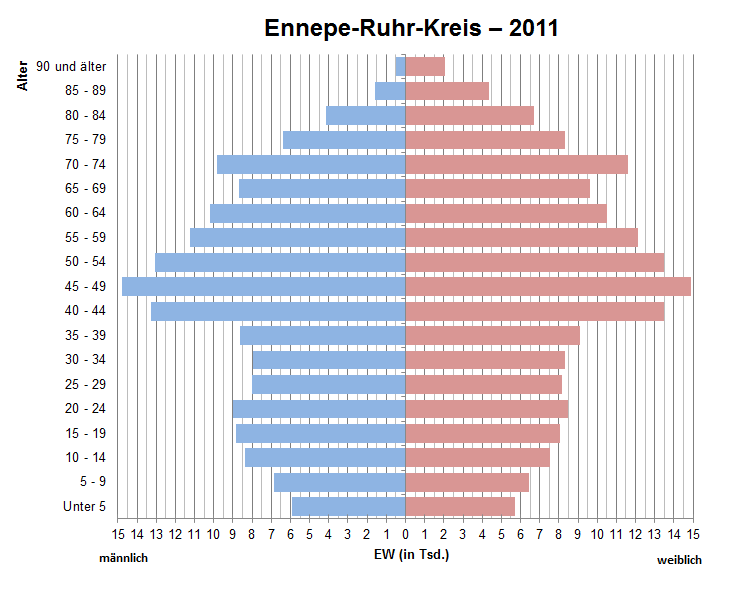
Bevölkerungspyramide für den Ennepe-Ruhr-Kreis (Datenquelle: Zensus 2011.)

Daten zur kreisweiten Bevölkerungsentwicklung sind nur für die Zeit von der letzten Gebietsreform 1975 bis heute direkt vergleichbar. Frühere Zahlen aus den Jahren 1929 bis 1974 beziehen sich auf alte Gebietsstände, d. h. auf eine geringere Fläche mit zum Teil auch anderem Zuschnitt der Gemeinden. Insbesondere gehörte vor 1975 die Stadt Witten noch nicht zum Kreis; sie hat heute mit Abstand die meisten Einwohner der kreisangehörigen Städte.

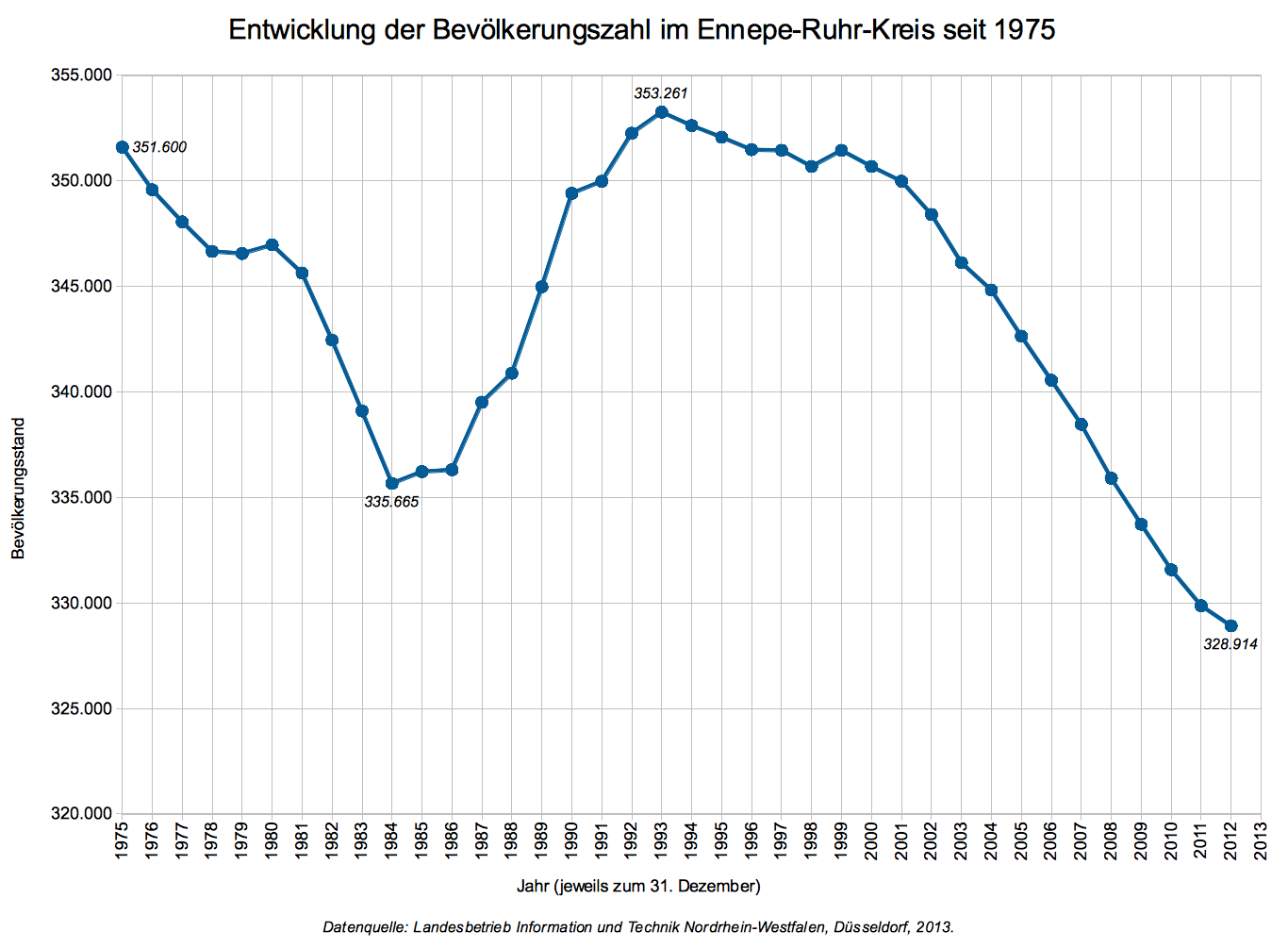
Bevölkerungsentwicklung 1975 bis 2012 (ohne Korrektur durch den Zensus 2011)

Im Ennepe-Ruhr-Kreis leben etwa 324.000 Menschen. Im Jahre 1993 war mit rund 353.000 Personen die höchste Bevölkerungszahl zu verzeichnen. Seit 2000 nimmt die Einwohnerzahl vor allem auf Grund des demografischen Wandels kontinuierlich ab. Durch den Zensus 2011 wurde die Bevölkerungszahl im Ennepe-Ruhr-Kreis außerdem um 1,4 Prozent nach unten korrigiert.
| Jahr      | 1933    | 1939    | 1950    | 1960    | 1970    |         | 1975    | 1980    | 1985    | 1990    | 1995    | 2000    | 2005    | 2010    | 2015    | 2020    | 2022 |
| --------- | ------- | ------- | ------- | ------- | ------- | ------- | ------- | ------- | ------- | ------- | ------- | ------- | ------- | ------- | ------- | ------- | ---- |
| Einwohner | 167.230 | 172.328 | 216.903 | 255.400 | 263.600 | 351.627 | 346.955 | 336.247 | 349.412 | 352.069 | 350.781 | 342.642 | 331.575 | 325.954 | 323.130 | 325.193 |      |

### Konfessionsstatistik
Gemäß dem Zensus 2022 waren (2022) 33,9 % der Einwohner evangelisch, 21,0 % katholisch und 45,1 % waren konfessionslos, gehörten einer anderen Glaubensgemeinschaft an oder machten keine Angabe.

## Verwaltung und Politik

### Kreistag

#### Geschichte
Den formal ersten Kreistag des im August 1929 entstandenen Ennepe-Ruhr-Kreises ernannte die Aufsichtsbehörde kommissarisch, er wurde jedoch nicht aktiv. Die erste Wahl zum Kreistag fand am 17. November 1929 statt. Von den insgesamt 36 Kreistagsmitgliedern gehörten 12 der SPD an, jeweils 4 Abgeordnete stellten das Zentrum und die KPD, jeweils 3 Abgeordnete waren von der DVP, der DNVP und der WP, jeweils 2 Abgeordnete gehörten der DDP, dem EVD und der NSDAP an, einen Abgeordneten stellte schließlich die Landwirtschaftliche Vereinigung (vgl. VdB und RLB). Einzige Frau im damaligen Kreistag war Emma Horbach von der KPD.
In Folge der nationalsozialistischen „Machtergreifung“ wurde dieser erste gewählte Kreistag am 4. Februar 1933 vorzeitig aufgelöst.
Nach der am 12. März 1933 durchgeführten Neuwahl war dann die NSDAP mit 15 Abgeordneten stärkste Fraktion. Im Rahmen der „Gleichschaltung“ wurden kurz darauf zuerst den 5 KPD-Abgeordneten und später den 9 SPD-Abgeordneten ihre Mandate entzogen; die 4 Zentrumsvertreter legten selbst ihre Mandate nieder. Der verbleibende Kreistag zählte außer den NSDAP-Vertretern noch zwei Abgeordnete der Kampffront Schwarz-Weiß-Rot und einen EVD-Abgeordneten. Im Juli 1933 wurden die Zuständigkeiten des Kreistags schließlich per Gesetz auf den Kreisausschuss übertragen, wodurch der Kreistag funktionslos wurde.
Nach dem Zweiten Weltkrieg wurde am 29. November 1945 von der britischen Militärregierung ein neuer Kreistag bestimmt. Zu den 57 ernannten, also nicht gewählten Mitgliedern zählten in Absprache mit den sich damals neu bildenden Parteien insgesamt 43 Mitglieder von SPD, CDU, Liberal-Demokratischer Partei und KPD sowie 12 Vertreter von Berufsorganisationen und zwei direkt von der Militärregierung ausgewählte Vertreter. In den folgenden Monaten begann die Neuregelung der kommunalen Selbstverwaltung und der Kreistag erhielt nach und nach weitere Entscheidungsbefugnisse. Nach Bildung des Landes Nordrhein-Westfalen im August 1946 – in der von Not geprägten Nachkriegszeit – fand am 13. Oktober 1946 erstmals wieder eine Kreistagswahl statt, an der sich rund 78 Prozent der Wahlberechtigten beteiligten. Auch der neue Kreistag stand weiterhin unter britischer Militäraufsicht und hatte nur eingeschränkte Kompetenzen. Von den 48 Abgeordneten gehörten 34 zur SPD, 9 zur CDU, 3 zur FDP und 2 zur KPD. 1948 wurde das Gemeindewahlrecht für NRW grundlegend geändert, es verband fortan Elemente der Persönlichkeitswahl mit der listengebundenen Verhältniswahl. Aus der Neuwahl am 17. Oktober 1948 ging ein Kreistag mit 57 Abgeordneten hervor, von denen 24 zur SPD, 14 zur CDU, 12 zur FDP und 7 zur KPD gehörten. Im Mai 1949 wurde dann das Grundgesetz für die Bundesrepublik Deutschland verkündet und die Besatzungsmächte zogen sich auf der Kommunalverwaltungsebene weitgehend zurück. Die letzte Kreistagssitzung im Ennepe-Ruhr-Kreis, an der Vertreter der Militärregierung teilnahmen, fand im Dezember 1950 statt. Ende 1952 folgten nach erneut geändertem Kommunalwahlrecht die ersten regulären freien Kreistagswahlen.
Aus bisher allen Kreistagswahlen ab 1946 ging die SPD als stärkste Fraktion hervor. Zwischen 1956 und 1994 konnte sie mit absoluter Mehrheit die Politik im Kreis bestimmen.
An der Kreistagswahl am 30. August 2009 beteiligten sich 54,8 % der Wahlberechtigten im Ennepe-Ruhr-Kreis. Die Zahl der Kreistagsmitglieder erhöhte sich 2009 durch Überhangmandate von den vorgesehenen 60 auf 72. Neben fünf Fraktionen (SPD, CDU, Grüne, FDP und Linke) gab es im Kreistag drei fraktionslose Mandatsträger.
Das Ergebnis der Kreistagswahl 2014 im Ennepe-Ruhr-Kreis stand aufgrund erforderlicher Nachwahlen erst am 15. Juni 2014 fest.

### Ergebnisse der Kommunalwahlen 2020 im Ennepe-Ruhr-Kreis
Die Sitze im Kreistag verteilen sich nach dem Ergebnis der Kommunalwahl 2020 folgendermaßen auf die einzelnen Parteien:
| Partei | Stimmen | % (2020) | % (2014) | +/−     | Sitze (2020) | Sitze (2014) | +/− |
| --- | ------- | -------- | -------- | ------- | ------------ | ------------ | --- |
| SPD | 42.403  | 31,3 %   | 39,4 %   | - 8,1 % | 19           | 26           | - 7 |
| CDU | 36.275  | 26,8 %   | 28,7 %   | - 1,9 % | 16           | 19           | - 3 |
| Bündnis 90/Die Grünen | 28.175  | 20,8 %   | 13,0 %   | + 7,8 % | 13           | 8            | + 5 |
| FDP | 7.864   | 5,8 %    | 4,5 %    | + 1,3 % | 4            | 3            | + 1 |
| AfD | 7.250   | 5,4 %    | 3,6 %    | + 1,8 % | 3            | 2            | + 1 |
| Die LINKE | 5.174   | 3,8 %    | 5,4 %    | - 1,6 % | 2            | 4            | - 2 |
| Piraten | 3.326   | 2,5 %    | 2,3 %    | + 0,2 % | 1            | 2            | - 1 |
| FW-EN | 2.893   | 2,1 %    | 2,7 %    | - 0,6 % | 1            | 2            | - 1 |
| Bürgerforum | 2.224   | 1,6 %    | 0,3 %    | + 1,3 % | 1            | 0            | + 1 |
| Gültige Stimmen | 135.584 |          |          |         |              |              |     |
| Ungültige Stimmen | 2.199   |          |          |         |              |              |     |
| Stimmen Insgesamt | 137.783 |          |          |         | 60           | 66           | - 6 |
| Wahlberechtigte Insgesamt | 267.170 | 51,6 %   | 49,1 %   | + 2,5 % |              |              |     |
| Kreistagswahl 13.09.2020 Ennepe-Ruhr-KreisWahlbeteiligung von 51,6 % 403020100 31,3 %26,8 %20,8 %5,8 %5,4 %3,8 %2,5 %2,1 %1,6 % SPDCDUGrüneFDPAfDLinkePiratenFW-ENhBFiGewinne und Verlusteim Vergleich zu 2014 %p 8 6 4 2 0 −2 −4 −6 −8−10−8,1 %p−1,9 %p+7,8 %p+1,3 %p+1,8 %p−1,6 %p+0,2 %p−0,6 %p+1,3 %pSPDCDUGrüneFDPAfDLinkePiratenFW-ENBFAnmerkungen:h Freie Wähler Ennepe-Ruhri Bürgerforum |         |          |          |         |              |              |     |
| Sitzverteilung Kreistagswahl 13.09.2020 Ennepe-Ruhr-KreisInsgesamt 60 Sitze - Linke: 2 - SPD: 19 - Piraten: 1 - Grüne: 13 - CDU: 16 - FDP: 4 - AfD: 3 - Sonst.: 2 Sonstige: (2 Sitze) > „FW-EN“ = 1 Sitz > „Bürgerforum“ = 1 Sitz |         |          |          |         |              |              |     |

| Partei | Kandidat*                 | Stimmen | % (2020) |
| --- | ------------------------- | ------- | -------- |
| SPD | Schade, Olaf              | 81.447  | 61,6 %   |
| CDU | Flüshöh, Oliver           | 50.791  | 38,4 %   |
| Gültige Stimmen | Gültige Stimmen           | 132.238 |          |
| Ungültige Stimmen | Ungültige Stimmen         | 4.979   |          |
| Stimmen Insgesamt | Stimmen Insgesamt         | 137.217 |          |
| Wahlberechtigte Insgesamt | Wahlberechtigte Insgesamt | 267.177 | 51,4 %   |
| Landratswahl* 13.09.2020 Ennepe-Ruhr-KreisWahlbeteiligung von 51,4 % 706050403020100 61,6 %38,4 % SPDaCDUbAnmerkungen:a Schade, Olafb Flüshöh, Oliver |                           |         |          |

| Parteien und Wählergemeinschaften | gewählte Vertreter (Sitze) | gewählte Vertreter (Sitze) | gewählte Vertreter (Sitze) | gewählte Vertreter (Sitze) | gewählte Vertreter (Sitze) | gewählte Vertreter (Sitze) | gewählte Vertreter (Sitze) |
| Parteien und Wählergemeinschaften | 1989                       | 1994                       | 1999                       | 2004                       | 2009                       | 2014                       | 2020                       |
| --- | -------------------------- | -------------------------- | -------------------------- | -------------------------- | -------------------------- | -------------------------- | -------------------------- |
| SPD | 40                         | 33                         | 25                         | 23                         | 28                         | 26                         | 19                         |
| CDU | 21                         | 21                         | 24                         | 21                         | 22                         | 19                         | 16                         |
| GRÜNE | 07                         | 07                         | 05                         | 07                         | 09                         | 08                         | 13                         |
| FDP | 05                         | 0–                         | 03                         | 04                         | 06                         | 03                         | 4                          |
| AfD | 0–                         | 0–                         | 0–                         | 0–                         | 0–                         | 02                         | 3                          |
| DIE LINKE. 1) | 0–                         | 0–                         | 0–                         | 01                         | 04                         | 04                         | 2                          |
| PIRATEN | 0–                         | 0–                         | 0–                         | 0–                         | 0–                         | 02                         | 1                          |
| Freie Wähler Ennepe-Ruhr (FW-EN) 2) | 0–                         | 0–                         | 02                         | 02                         | 01                         | 02                         | 1                          |
| bürgerforum | 0–                         | 0–                         | 0–                         | 0–                         | 0–                         | 0–                         | 1                          |
| NPD | 0–                         | 0–                         | 01                         | 01                         | 01                         | 0–                         | 0–                         |
| Wittener Bürgergemeinschaft (WBG) 3) | 0–                         | 0–                         | 0–                         | 01                         | 01                         | 0–                         | 0–                         |
| Mandatsträger insgesamt | 73                         | 61                         | 60                         | 60                         | 72                         | 66                         | 60                         |
| 1) Bezeichnung bis 2007: PDS 2) Bezeichnung bis 2008: Wählergemeinschaft Ennepe-Ruhr (WGEN) 3) WBG zur Wahl 2014 mit FW-EN zusammengegangen |                            |                            |                            |                            |                            |                            |                            |

### Kreisverwaltung

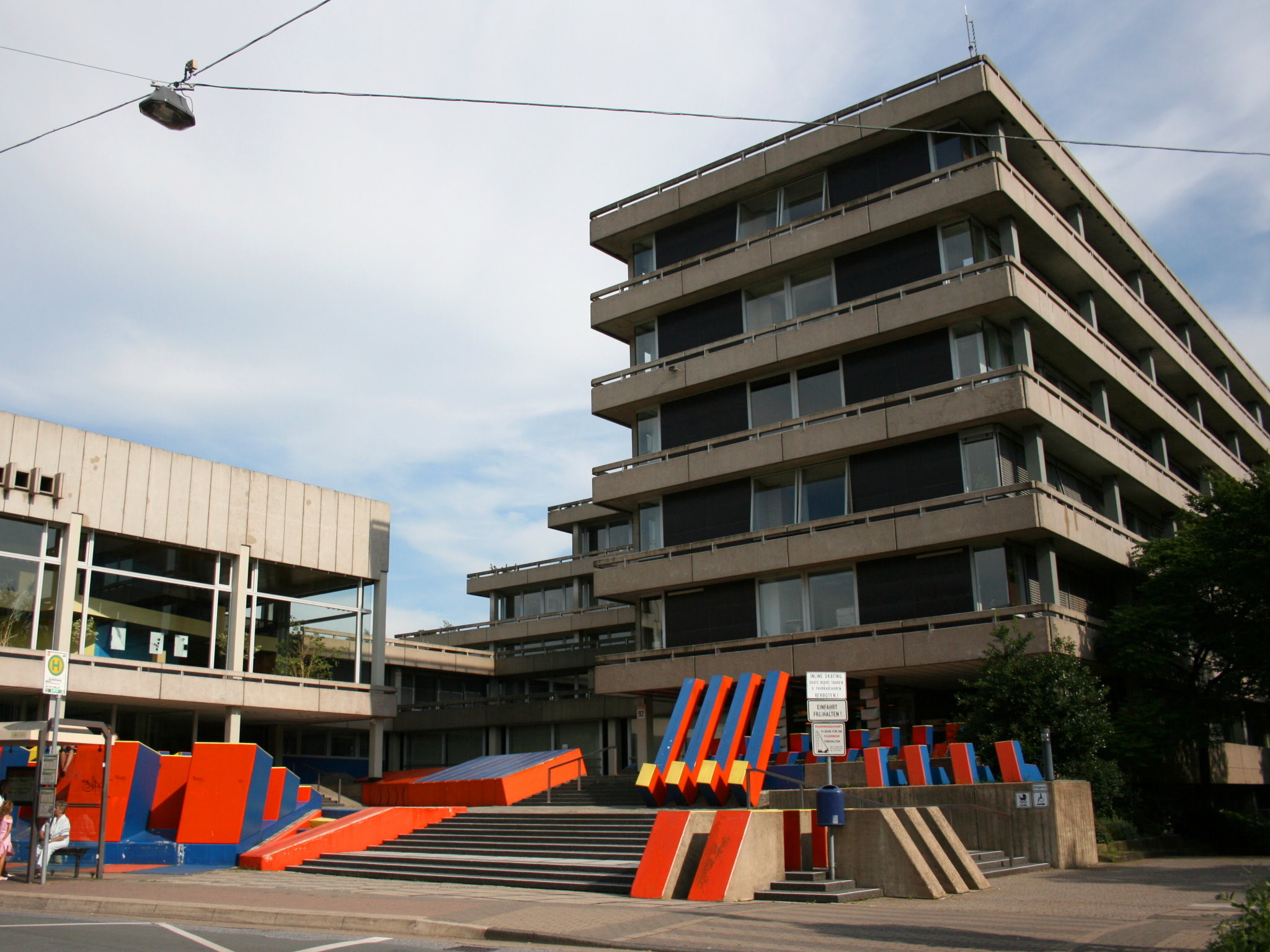
Kreishaus in Schwelm mit Skulpturen der „Stadtikonographie“

Verwaltungssitz ist seit Gründung des Kreises 1929 die Stadt Schwelm. Das 1972 eingeweihte Kreishaus am Rande der Schwelmer Innenstadt beherbergt einen Großteil der Kreisverwaltung und die Kreispolizeibehörde; Nebenstellen der Kreisverwaltung bestehen für Gesundheitsämter und Zulassungsstellen in weiteren Gebäuden in Schwelm, Witten, Hattingen und Gevelsberg.
Auf dem Vorplatz und im Sitzungstrakt des Kreishauses befindet sich das vom Künstler Otto Herbert Hajek entworfene Skulpturenensemble „Stadtikonographie Schwelm“.
Leiter der Kreisverwaltung mit derzeit (2013) rund 690 Mitarbeitern und der Kreispolizeibehörde mit rund 320 Mitarbeitern ist der Landrat.

### Landräte und Oberkreisdirektoren
Die personelle Verwaltungsspitze des Ennepe-Ruhr-Kreises unterlag historisch mehreren Änderungen. Zu unterscheiden sind die Funktionen des Landrats, des Oberkreisdirektors und kurzzeitig auch des „Kreisbürgermeisters“. Insbesondere die Bedeutung des Landrats hat sich im Laufe der Zeit stark verändert.
Zur Zeit der Weimarer Republik bis 1933 und des Deutschen Reichs von 1933 bis 1945 waren die Landräte Staatsbeamte und wurden vom jeweiligen Staatsministerium ernannt:
- 1929–1931: Wilhelm Hansmann (vorher Landrat des Landkreises Hörde, wurde zuerst kommissarisch eingesetzt)[27]
- 1931–1933: Emil Neugebauer (vorher Landrat des Landkreises Linden, zuerst kommissarisch eingesetzt)[27]
- 1933–1939: Heinrich Hanholz (aus Schwelm, vorher Bürgermeister von Gevelsberg)[27]
- 1939–1945: Heinrich Reich (vorher Landrat des Landkreises Rummelsburg)[27]

In der Nachkriegszeit ab 1945 gab es nur eine eingeschränkte Selbstverwaltung des Kreises. Die CCG/BE, die Militärregierung in der britischen Besatzungszone, bestimmte einen in den ersten Monaten „Kreisbürgermeister“ genannten Landrat, der für die Verwaltungsführung des Kreises zuständig war, dabei aber den Weisungen der Militärregierung unterstand. Er war zugleich Vorsitzender des durch die Militärregierung ernannten Kreistags.
- 1945–1946: Willi Vahle (aus Schwelm)[27]

Anfang 1946 führte die Militärregierung dann die „Doppelspitze“ aus Oberkreisdirektor (OKD) und Landrat ein. Der OKD war für behördliche Entscheidungen und alle Verwaltungsgeschäfte zuständig, der Landrat wurde aus der Mitte des zuerst ernannten, später gewählten Kreistags bestimmt und übernahm dessen Vorsitz. Diese Doppelspitzenstruktur wurde nach Gründung der Bundesrepublik Deutschland 1949 bis 1996 prinzipiell beibehalten. In dieser Zeit waren die Oberkreisdirektoren entscheidende Hauptverwaltungsbeamte des Kreises. Die Landräte wurden vom Kreistag gewählt, also nicht direkt von der Bevölkerung; sie waren ehrenamtlich tätig und hatten vor allem politisch-repräsentative Aufgaben.
| Oberkreisdirektoren: - Februar–März 1946: Willi Vahle (vorher Landrat, übergangsweise) - März–Mai 1946: Erich Blumenroth (Steuerinspektor aus Gevelsberg, übergangsweise) - 1946–1954: Wilhelm Loges (vorher Amtsdirektor Volmarstein) - 1954–1972: Paul Schulze - 1972–1992: Ernst Homberg - 1992–1996: Uta Scholle | Landräte: - 1946–1949: Walter Freitag (SPD) - 1949–1960: Otto Hühn (SPD) - 1960–1968: Kurt Fedde (SPD) - 1968–1979: Rolf Meyer (SPD) - 1979–1985: Friedhelm Ottlinger (SPD) - 1986–1996: Friedhelm Felsch (SPD) |

In den 1990er-Jahren wurde die Kreisordnung des Landes Nordrhein-Westfalen geändert. Das Kommunalverfassungssystem wurde der Süddeutschen Ratsverfassung angeglichen und die Doppelspitzenstruktur aufgelöst. Seither bilden die Landräte als hauptberufliche Wahlbeamte die alleinigen Verwaltungsspitzen der Kreise; Oberkreisdirektoren gibt es nicht mehr. Im Ennepe-Ruhr-Kreis wurde erstmals 1996 ein Landrat direkt von der Bevölkerung gewählt.
- 1996–2002: Volker Stein (SPD)
- 2002–2015: Arnim Brux (SPD)
- seit 2015: Olaf Schade[28] (SPD)

Bei der Verwaltungsleitung wird der Landrat von einem hauptamtlichen Kreisdirektor unterstützt, der zugleich sein allgemeiner Vertreter ist. Bis 2005 war dies Wolfgang Becker. Zwischen 2005 und 2020 nahm Kreisdirektorin Iris Pott diese Funktion ein. Ihre Nachfolge trat im Januar 2021 Paul Höller an, bis er im Juni 2022 als Staatssekretär in die neue Landesregierung von NRW eintrat. Bei der repräsentativen Vertretung des Kreises wird der Landrat außerdem ehrenamtlich durch stellvertretende Landräte unterstützt. Dies sind seit der Wahl 2014 die Kreistagsmitglieder Sabine Kelm-Schmidt (SPD), Walter Faupel (CDU) und Jörg Obereiner (Bündnis 90/Die Grünen), sie behielten ihre Ämter auch nach der Wahl im Jahr 2020.

### Wappen und Logo

Logo des Ennepe-Ruhr-Kreises seit 2004

Sein Wappen wurde dem Ennepe-Ruhr-Kreis am 2. Oktober 1937 verliehen. Die heraldisch korrekte Wappenbeschreibung lautet: „In Gold ein rot-silberner Schachbalken, oben und unten begleitet von je einem blauen Wellenbalken.“ Der Schachbalken steht für die Grafschaft Mark, zu der das Kreisgebiet seit dem Mittelalter bis Anfang des 19. Jahrhunderts gehörte, die beiden Wellenbalken für die Flüsse Ennepe und Ruhr, die dem Kreis den Namen gaben.
Das 2004 eingeführte Logo des Kreises zeigt neun orange-rote kleine Quadrate vor dem Hintergrund eines in zwei Blautönen gehaltenen großen Quadrates. Diese Elemente symbolisieren die neun Gemeinden des Kreises sowie die beiden Flüsse, nach denen der Ennepe-Ruhr-Kreis benannt ist. Zudem orientiert sich die Gestaltung des Logos an der von Otto Herbert Hajek entworfenen „Stadtikonographie Schwelm“ am bzw. im Kreishaus. Zuvor wurde lange Zeit die Buchstabenkombination EN in verschiedenen Formen als Emblem des Kreises genutzt.

### Bundestag
Der Ennepe-Ruhr-Kreis ist in zwei Bundestagswahlkreise aufgeteilt. Die Städte Breckerfeld, Ennepetal, Gevelsberg und Schwelm bilden zusammen mit der kreisfreien Stadt Hagen den Wahlkreis 138/Hagen-Ennepe-Ruhr-Kreis I. Bei der letzten Bundestagswahl im Jahr 2021 gewann Timo Schisanowski (SPD) mit 33,25 % der Erststimmen das Mandat.
Die Städte Hattingen, Herdecke, Sprockhövel, Wetter und Witten bilden den Wahlkreis 139/Ennepe-Ruhr-Kreis II. Bei den letzten Bundestagswahlen holte Axel Echeverria (SPD) mit 35,43 % das Direktmandat.

### Landtag
Der Ennepe-Ruhr-Kreis ist in drei Landtagswahlkreise eingeteilt. Die Städte Hattingen, Schwelm, Sprockhövel und Wetter/Ruhr bilden den Wahlkreis 105/Ennepe-Ruhr-Kreis I. Bei der Landtagswahl im Mai 2022 holte Kirsten Stich (SPD) mit 34 Prozent der Erststimmen das Direktmandat.
Die Städte Herdecke und Witten bilden den Wahlkreis 106/Ennepe-Ruhr-Kreis II. Bei den Landtagswahlen 2022 holte Nadja Büteführ (SPD) mit 32,4 Prozent das Direktmandat. Die Städte Breckerfeld, Ennepetal und Gevelsberg bilden mit einigen Stadtbezirken der kreisfreien Stadt Hagen den Wahlkreis 104/Hagen II-Ennepe-Ruhr-Kreis III. Das Direktmandat holte 2022 Ina Blumenthal (SPD) mit 37,5 Prozent der Erststimmen.
Zudem zog Verena Schäffer (Bündnis 90/Die Grünen) 2022 über die Landesliste in den Landtag von NRW ein.

## Infrastruktur und Wirtschaft
Im Zukunftsatlas 2016 belegte der Ennepe-Ruhr-Kreis Platz 221 von 402 Landkreisen, Kommunalverbänden und kreisfreien Städten in Deutschland und zählt damit zu den Regionen mit „ausgeglichenem Chancen-Risiko Mix“ für die Zukunft.

### Verkehr

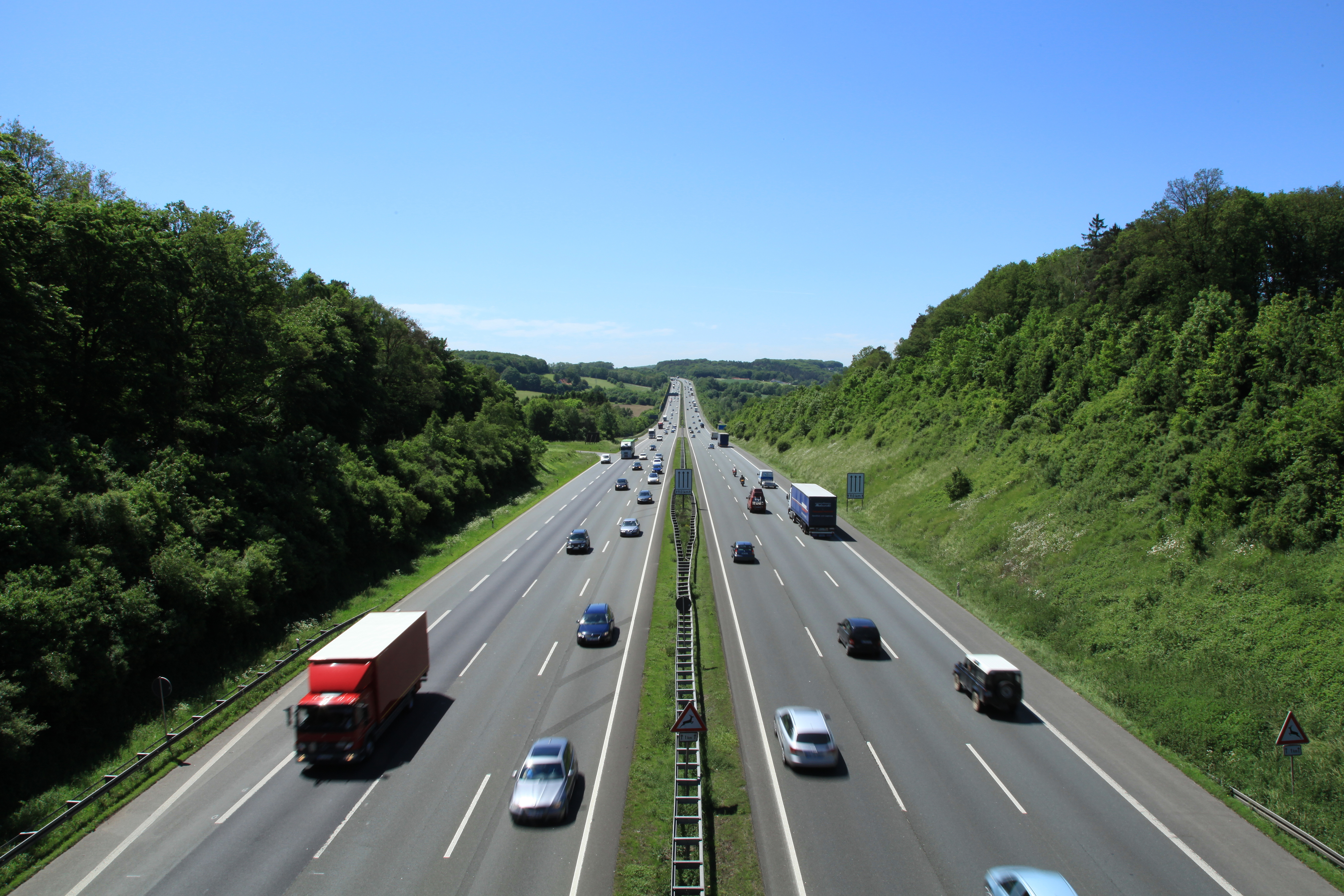
Bundesautobahn 1 in Gevelsberg

#### Öffentlicher Personennahverkehr
Alle Städte des Kreises – mit Ausnahme von Sprockhövel und Breckerfeld – sind an den Schienenpersonennahverkehr angeschlossen. Die wichtigsten Bahnhöfe im Kreisgebiet sind Schwelm und Witten Hauptbahnhof, die jeweils der Preisklasse 3 zugeordnet sind. Die nächsten Fernbahnhöfe sind Hagen, Wuppertal, Bochum, Dortmund und Essen.
Das Kreisgebiet wird durch die Regional-Express/Bahn-Linien RE4, RE7, RE13, RE16, RE34, RB 40 und RB 52 sowie die Linien S3, S5, S8 und S9 der S-Bahn Rhein-Ruhr bedient. Der SPNV wird im Auftrag des VRR durch die Unternehmen DB Regio NRW, Eurobahn und National Express durchgeführt.
Straßenbahnlinien verkehren heute nur noch in Hattingen mit der Linie 308 und in Witten mit den Linien 309 und 310. Alle drei Linien haben eine Anbindung an Bochum. Sie werden von der Bochum-Gelsenkirchener Straßenbahnen AG betrieben.
Darüber hinaus verkehren zahlreiche Buslinien im Kreisgebiet, die überwiegend durch die Verkehrsgesellschaft Ennepe-Ruhr (VER) betrieben werden. Daneben verkehren auch Busse der Hagener Straßenbahn AG, der WSW mobil und der Bochum-Gelsenkirchener Straßenbahnen AG im Ennepe-Ruhr-Kreis. Alle Unternehmen gehören dem Verkehrsverbund Rhein-Ruhr (VRR) an.

#### Straßenverkehr
Der Ennepe-Ruhr-Kreis ist hervorragend an das Fernstraßennetz angeschlossen. Durch das Kreisgebiet verlaufen die Bundesautobahnen 1, 43, 44 und 46 mit mehreren Anschlussstellen. Die Bundesautobahn 45 verläuft unmittelbar östlich des Kreisgebiets, mit dem sie durch das Autobahnkreuz Dortmund/Witten verbunden wird. Im Sprockhöveler Stadtgebiet – unmittelbar an der Grenze zur Kreisstadt Schwelm – befindet sich das Autobahnkreuz Wuppertal-Nord.
Am 1. Januar 2018 waren fast 195.000 Personenkraftwagen, 20.000 Motorräder sowie 14.000 Lastkraftwagen und Busse im Kreis zugelassen. Aus der Verkehrsunfallstatistik des Landes Nordrhein-Westfalen für das Jahr 2004 geht hervor, dass zumindest damals im Ennepe-Ruhr-Kreis pro Einwohner die wenigsten Unfälle passierten und die wenigsten Menschen im Verkehr verunglückten.

### Energie- und Wasserversorgung

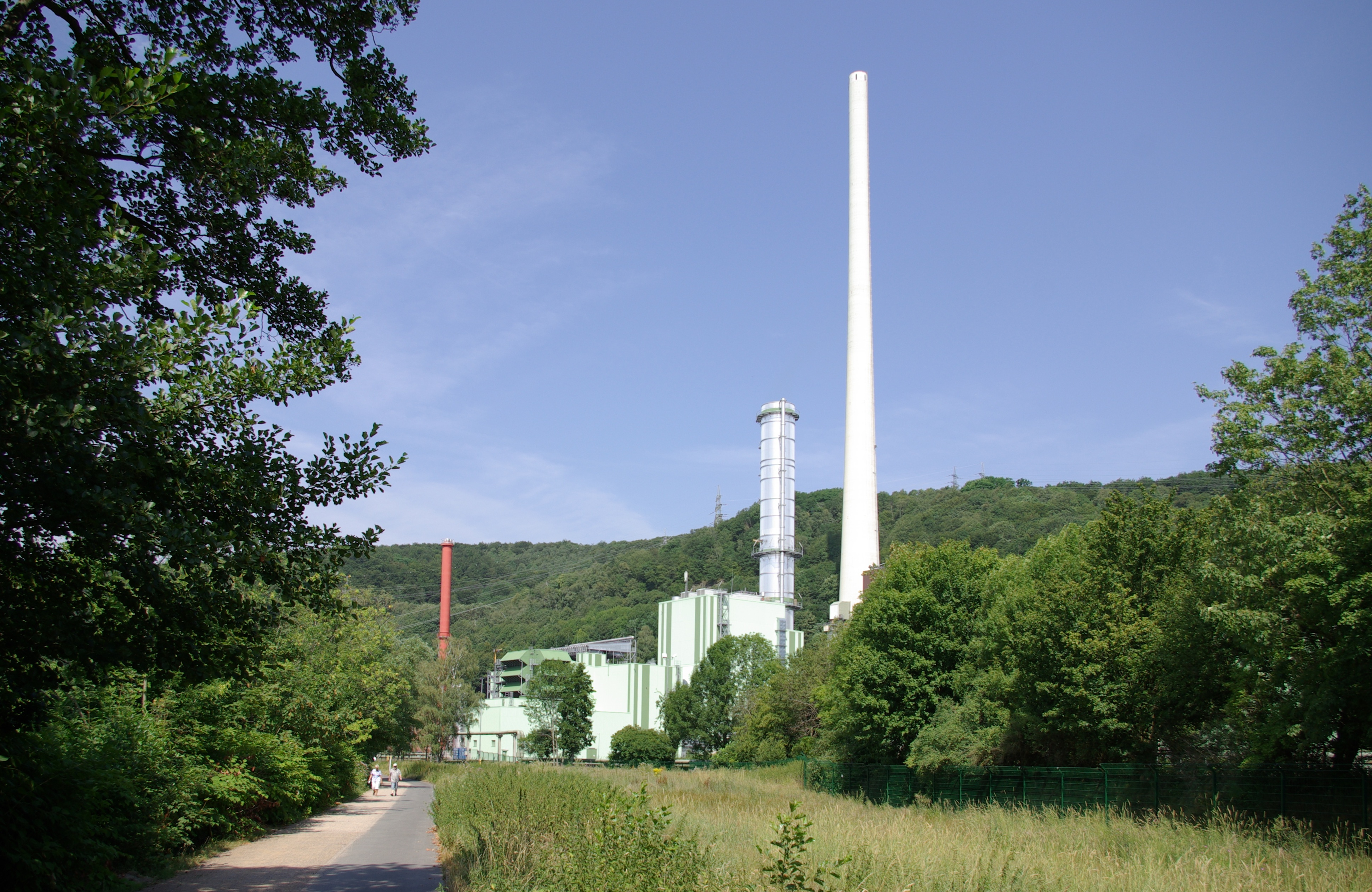
Cuno-Kraftwerk in Herdecke

Im Kreisgebiet sind zwei lokale bzw. regionale Energie- und Wasserversorgungsunternehmen ansässig: in Witten die Stadtwerke Witten und in Gevelsberg die Aktiengesellschaft für Versorgungsunternehmen (AVU), deren traditionelles Versorgungsgebiet den Ennepe-Ruhr-Kreis mit Ausnahme von Witten und Herdecke umfasst. Die Stadt Herdecke zählt zum Versorgungsgebiet der Dortmunder DEW21 (Wasser und Erdgas) und der Hagener Mark-E (Strom).
Zur Stromerzeugung gibt es im Kreis mehrere Kraftwerke. Dazu zählen u. a. das Cuno-Kraftwerk (ein Gas-und-Dampfturbinen-Kraftwerk) und das Koepchenwerk (ein Pumpspeicherkraftwerk) in Herdecke sowie mehrere Wasserkraftwerke (u. a. die Laufwasserkraftwerke Stiftsmühle, Harkort und Hohenstein). Daneben gibt es zahlreiche, vornehmlich auf privaten Gebäuden errichtete Photovoltaikanlagen und einige Windkraftanlagen.
Außerdem existieren im Kreisgebiet einige Biogasanlagen (einschließlich Klärgas- und Deponiegasanlagen), die meist mit angeschlossenen Blockheizkraftwerken betrieben werden.
Für die Wassergewinnung sind die Ennepetalsperre (Wasserwerk Rohland der AVU), die Heilenbecketalsperre und Anlagen an der Ruhr (Grundwasser und Uferfiltrat) bedeutsam.

### Katastrophenschutz

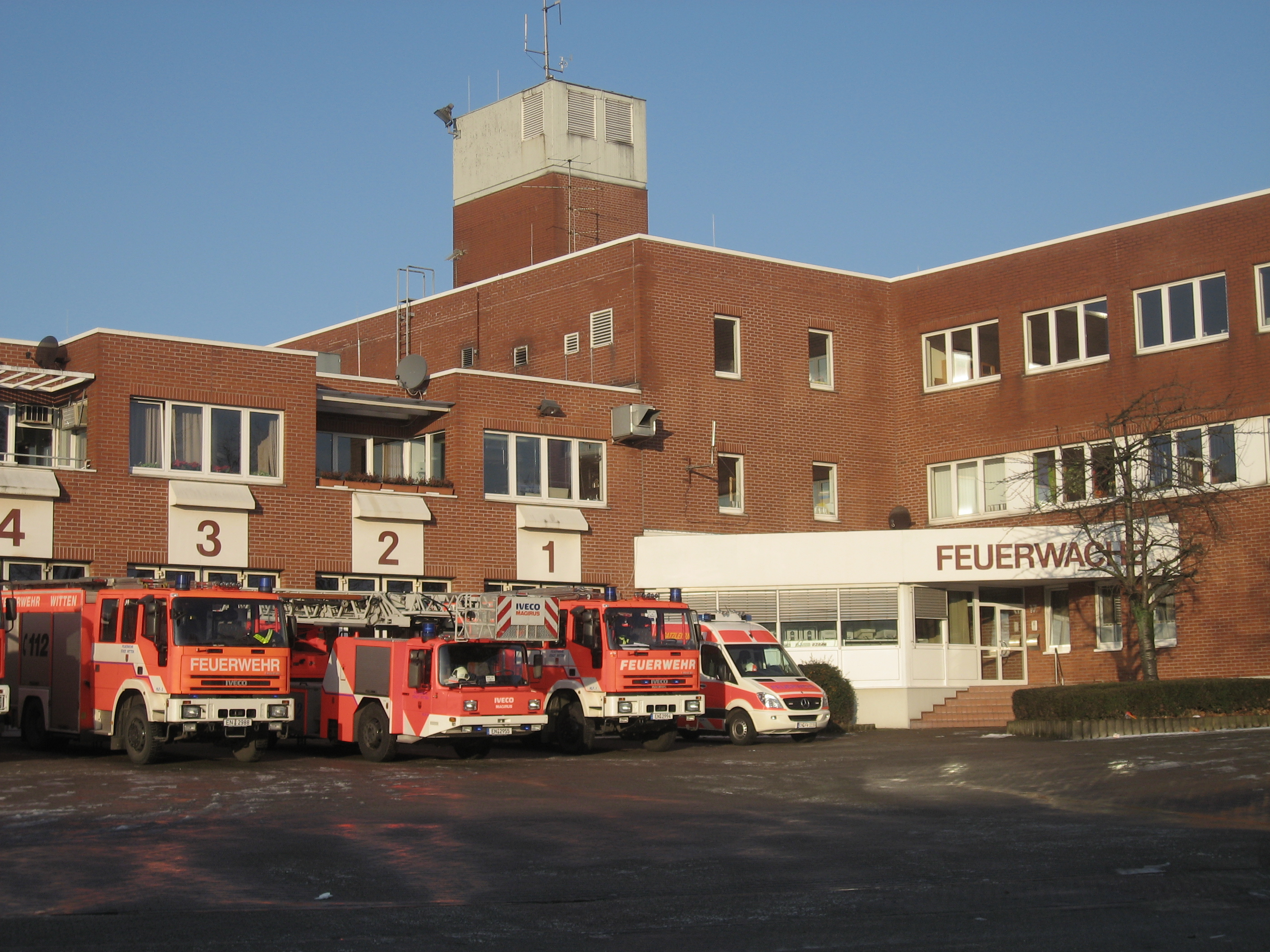
Wache der Feuerwehr Witten

Als untere Katastrophenschutzbehörde ist der Ennepe-Ruhr-Kreis Träger des Katastrophenschutzes im gesamten Kreisgebiet. Er ist der Bezirksregierung Arnsberg unterstellt, die wiederum die mittlere Katastrophenschutzbehörde darstellt. Zusammen mit der Berufsfeuerwehr Dortmund bildet der Ennepe-Ruhr-Kreis den 3. Verband.
Im Kreisgebiet wird in enger Zusammenarbeit mit den neun kreisangehörigen Städten und den Hilfsorganisationen der Katastrophenschutz sichergestellt. Die vom Land Nordrhein-Westfalen (NRW) gestellten Gerätewagen Sanität (GW-San) werden vom Deutschen Roten Kreuz und vom Arbeiter-Samariter-Bund in Witten und der Johanniter-Unfall-Hilfe in Herdecke so wie in Ennepetal betrieben. Der Ennepe-Ruhr-Kreis hat einen vom Land NRW bereitgestellten AB-MANV (Abrollbehälter Massenanfall an Verletzten) in der Stadt Herdecke stationiert. Dieser wird von der Freiwilligen Feuerwehr Herdecke technisch betrieben und von den Hilfsorganisationen werden die Vorgaben des BHP50 sichergestellt.
Der Brandschutz wird von den Kommunen sichergestellt. Lediglich die Stadt Witten unterhält eine Berufsfeuerwehr und eine Freiwillige Feuerwehr. Die Kommunen Hattingen, Ennepetal, Schwelm und Gevelsberg unterhalten eine Freiwillige Feuerwehr mit hauptamtlichen Kräften, die übrigen Kommunen Freiwillige Feuerwehren. Die Berufsfeuerwehr Witten hält für Großschadenslagen einen AB-EL (Abrollbehälter Einsatzleitung) vor, der im Jahr 2009 durch den Ennepe-Ruhr-Kreis beschafft wurde und im ganzen Kreisgebiet eingesetzt wird.
Träger des Rettungsdienstes ist der Ennepe-Ruhr-Kreis. Neben den Feuerwehren wird der Rettungsdienst von den Hilfsorganisationen Deutsches Rotes Kreuz, Johanniter-Unfall-Hilfe, Arbeiter-Samariter-Bund sowie der Rettungswachen der Städte Wetter (Ruhr) und Herdecke sichergestellt. Im Kreisgebiet gibt es insgesamt elf Rettungsdienststandorte sowie die vier NEF-Standorte Witten, Herdecke, Hattingen und Schwelm (2 NEFs)
Die 2005 neu gebaute integrierte Leitstelle für Feuerschutz, Rettungsdienst und Großschadenslagen ist im Kreishaus in Schwelm untergebracht. Die zuständigen Leitstellendisponenten alarmieren zentral und digital alle Hilfskräfte im Kreis.
Zusätzlich gibt es noch vier Ortsverbände der Bundesanstalt Technisches Hilfswerk (OV Schwelm, OV Wetter, OV Hattingen und OV Witten), die dem Regionalstellenbereich Bochum unterstehen.

### Bildung

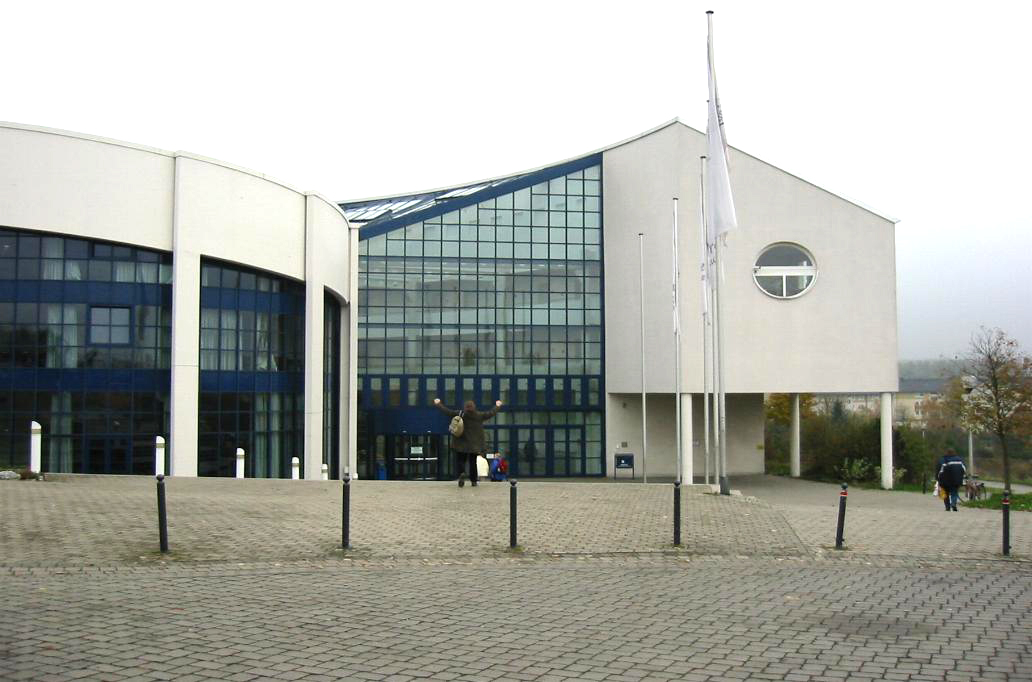
Universität Witten/Herdecke

Der Ennepe-Ruhr-Kreis ist Träger dreier Berufskollegs (in Ennepetal, Hattingen und Witten), einer Gesamtschule (in Sprockhövel) und zweier Förderschulen (in Witten und Sprockhövel).
Seit 1982 gibt es im Ennepe-Ruhr-Kreis die Privatuniversität Witten/Herdecke.
Siehe auch: Liste der Museen im Ennepe-Ruhr-Kreis

### Wirtschaft

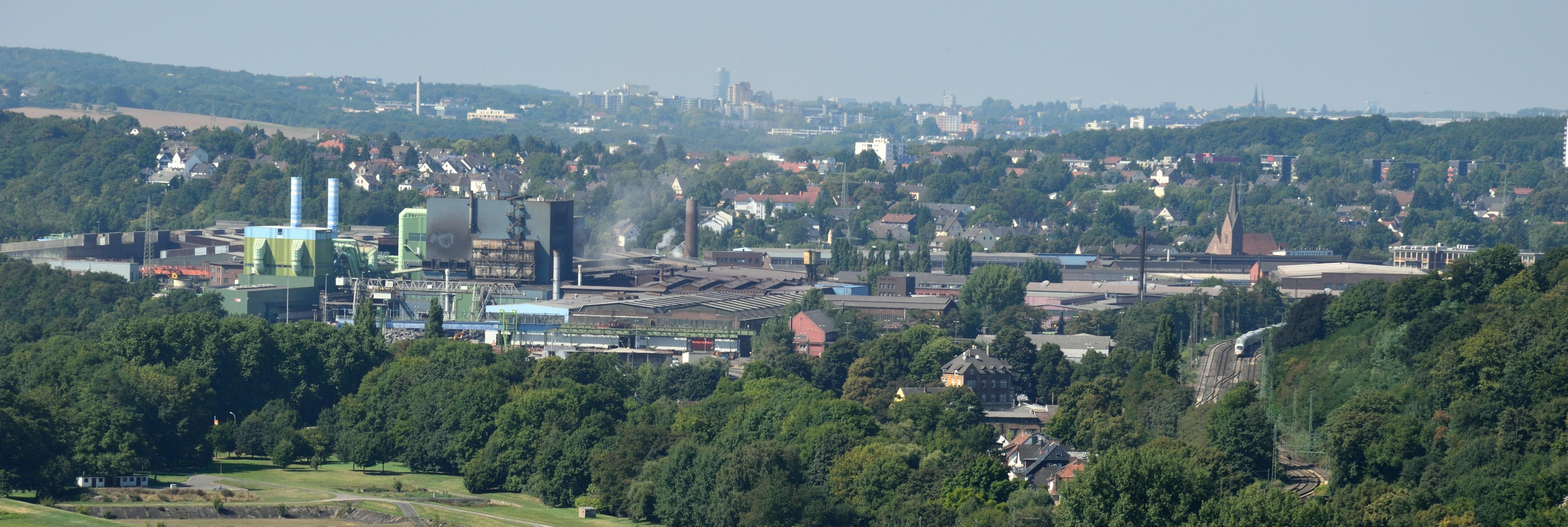
Industrie in Witten: Deutsche Edelstahlwerke

Der Süden des Kreisgebietes war früher von der Kleineisenindustrie geprägt, der Norden dagegen von der Großindustrie der Eisenverarbeitung und Stahlerzeugung. Der Bergbau ist im 20. Jahrhundert zum Erliegen gekommen.
Siehe auch: Liste von Bergwerken im Ennepe-Ruhr-Kreis
Noch heute ist der Kreis einer der am stärksten gewerblich-industriell geprägten Räume in Nordrhein-Westfalen. Doch wie auch andernorts hat der sekundäre Wirtschaftssektor gegenüber dem tertiären Sektor bis in die 1990er Jahre erheblich an Bedeutung verloren. Seither sind Politik und Unternehmen bemüht, den Wirtschaftsstandort besonders über Dienstleistungen im Bereich der Gesundheit, der Freizeit und des Tourismus neu zu definieren. So sind im Bereich der Gesundheitswirtschaft viele mittelständische Unternehmen sowie bedeutende Fachkliniken und Forschungsinstitute im Ennepe-Ruhr-Kreis zu finden. Der Tourismus zielt besonders auf Besucher aus dem Ruhrgebiet, dem Bergischen Land und dem Sauerland ab.
Seit 1996 gibt es die EN-Agentur für Wirtschaftsförderung.
Mit einem Wert von 108,7 lag im Jahre 2006 der Kaufkraftindex im Ennepe-Ruhr-Kreis leicht über dem Bundesdurchschnitt.
Im Rahmen der Sozialreformen nach Hartz IV wurde der Ennepe-Ruhr-Kreis als eine von 69 Optionskommunen zugelassen. Demzufolge kümmert sich die JobAgenturEN seit 2005 alleine um die Förderung der Langzeit-Arbeitslosen. Am 1. Januar 2011 wurde sie in JobCenterEN umbenannt.

### Medien
Mit Lokalausgaben erscheinen folgende Tageszeitungen im Kreis: Westfalenpost/Westfälische Rundschau (alle Städte außer Hattingen, Sprockhövel und Witten), Westdeutsche Allgemeine Zeitung (Witten, Hattingen, Sprockhövel), Ruhr Nachrichten (Witten) und Westdeutsche Zeitung (Sprockhövel). In allen Städten erscheinen darüber hinaus wöchentlich Anzeigenblätter, die teilweise über Gemeindegrenzen hinaus berichten.
Das Hörfunkprogramm WDR 2 versorgt das Kreisgebiet mit Nachrichten aus seinem Dortmunder Studio. Offene Kanäle gibt es im Kreisgebiet nicht. Ab 1991 besteht mit Radio Ennepe Ruhr ein privater Lokalradiosender für den Kreis. Er sendete bis 2021 vom Funkhaus in Hagen (107.7 Radio Hagen) täglich sechs Stunden selbstproduziertes Lokalprogramm. Ab 2021 wurde das Programm von Radio NRW übernommen. Ab Januar 2023 wird Radio Ennepe Ruhr in Zusammenarbeit mit Radio Wuppertal wieder auf Sendung gehen. Im Rahmen des Bürgerfunks werden außerdem Programme zweier anerkannter Radiowerkstätten (Gevelsberg und Ruhrstadtstudio Witten) ausgestrahlt. Zu Anfang des Jahres 2007 hatte Radio Ennepe Ruhr von Montag bis Freitag täglich knapp 50.000 Hörer.
Vom WDR Fernsehen wird das Kreisgebiet durch die Lokalzeit aus Dortmund abgedeckt.

## Kultur und Sehenswürdigkeiten

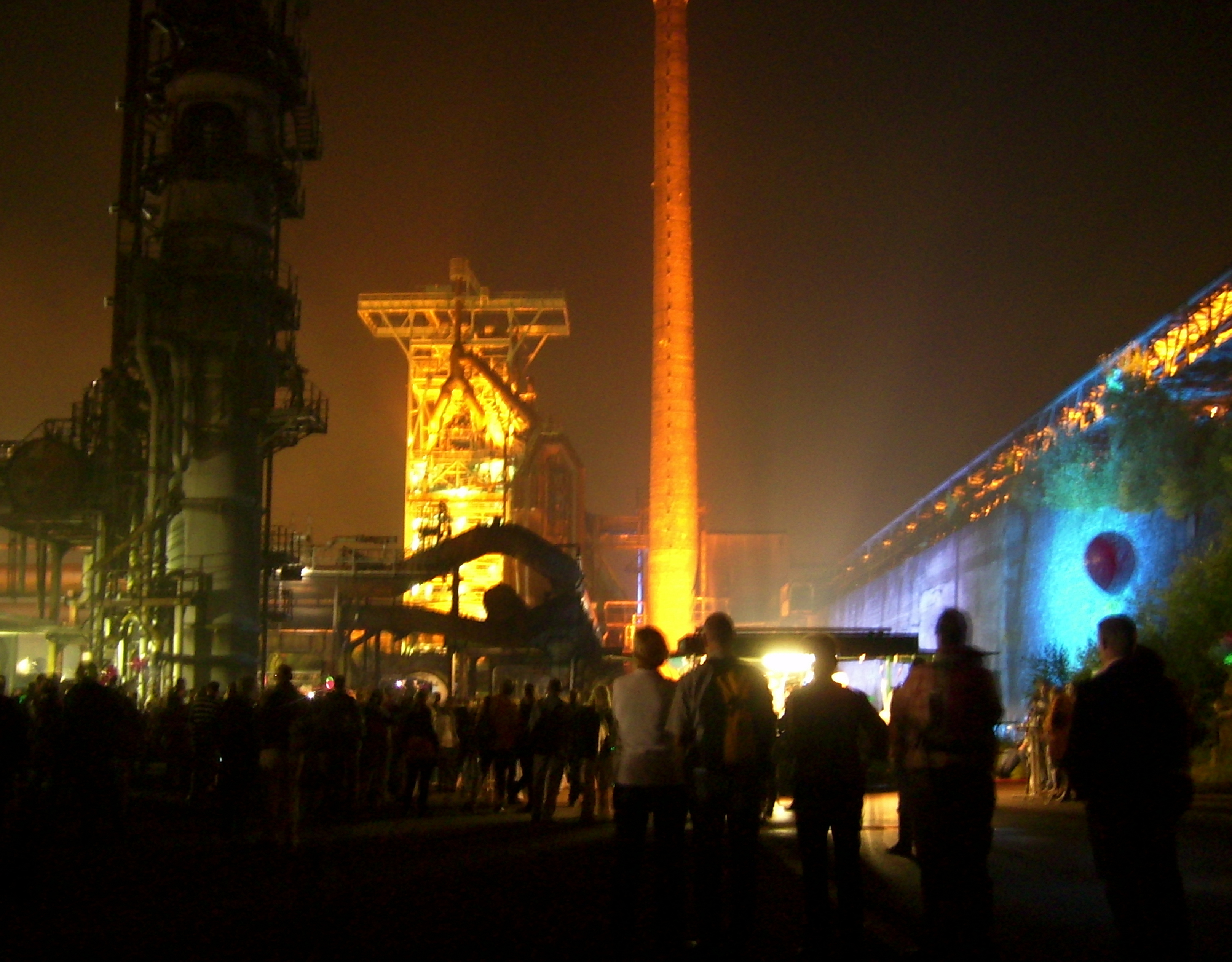
Henrichshütte während der ExtraSchicht 2009

Zusammen mit vier Städten und zwei Museen richtete der Kreis das Gemeinschaftsprojekt EN-Kunst aus. An verschiedenen Orten wie der Kluterthöhle in Ennepetal, dem Westfälischen Industriemuseum Henrichshütte in Hattingen, dem LWL-Industriemuseum Zeche Nachtigall in Witten, im Stadtgarten Gevelsberg und im Kreishaus in Schwelm wurden von nationalen und internationalen Künstlerinnen und Künstlern Bilder, Skulpturen und Installationen ausgestellt. Die letzte EN-Kunst fand 2006 statt.
Der Ennepe-Ruhr-Kreis beteiligte sich an den Aktivitäten im Rahmen der RUHR.2010 – Kulturhauptstadt Europas.

## Kfz-Kennzeichen
Am 1. Juli 1956 wurde dem Ennepe-Ruhr-Kreis bei der Einführung der bis heute gültigen Kfz-Kennzeichen das Unterscheidungszeichen EN zugewiesen. Es wird durchgängig bis heute ausgegeben. Seit dem 14. November 2012 ist durch die Kennzeichenliberalisierung auch das Unterscheidungszeichen WIT (Witten) erhältlich.